# Coronament
El coronament són aquells els elements arquitectònics que es posen sobre la construcció per coronar o adornar la seva part superior. Entre els més habituals es distingeixen:
- Àtic o cos superior d'una façana amb la finalitat de dissimular el naixement de la coberta. Dins d'aquests, es troba l'àtic escalonat o flamenc, que pren forma escalonada.
- Cuculla, coronament en forma piramidal o cònica d'una torre.
- Fletxa, coronament molt elevat i agut en les torres gòtiques.
- Acroteri, és un pedestal curt a la part alta dels edificis per sostenir un objecte; per derivació també es coneix amb aquest nom l'objecte sostingut.
- Pinacle, torrella massissa que se situa sobre els boterells i altres estreps per donar-los més pes.
- Agulla, pinacle molt agut, que s'usa amb freqüència per a finalitats decoratives.
- Cresteria o sèrie de coronaments calats propis de l'arquitectura gòtica.
- Merlets, espècie de grans dents en què acaben els murs de les fortaleses, moltes vegades perforats en forma de tronera sobre una espitllera.
- troneres, o grans merlets per a l'artilleria.
- Cimaci
- D'altres com ara pinyes, gerros, peveters, avantfixes o peces decorades que tanquen l'extrem del ràfec.

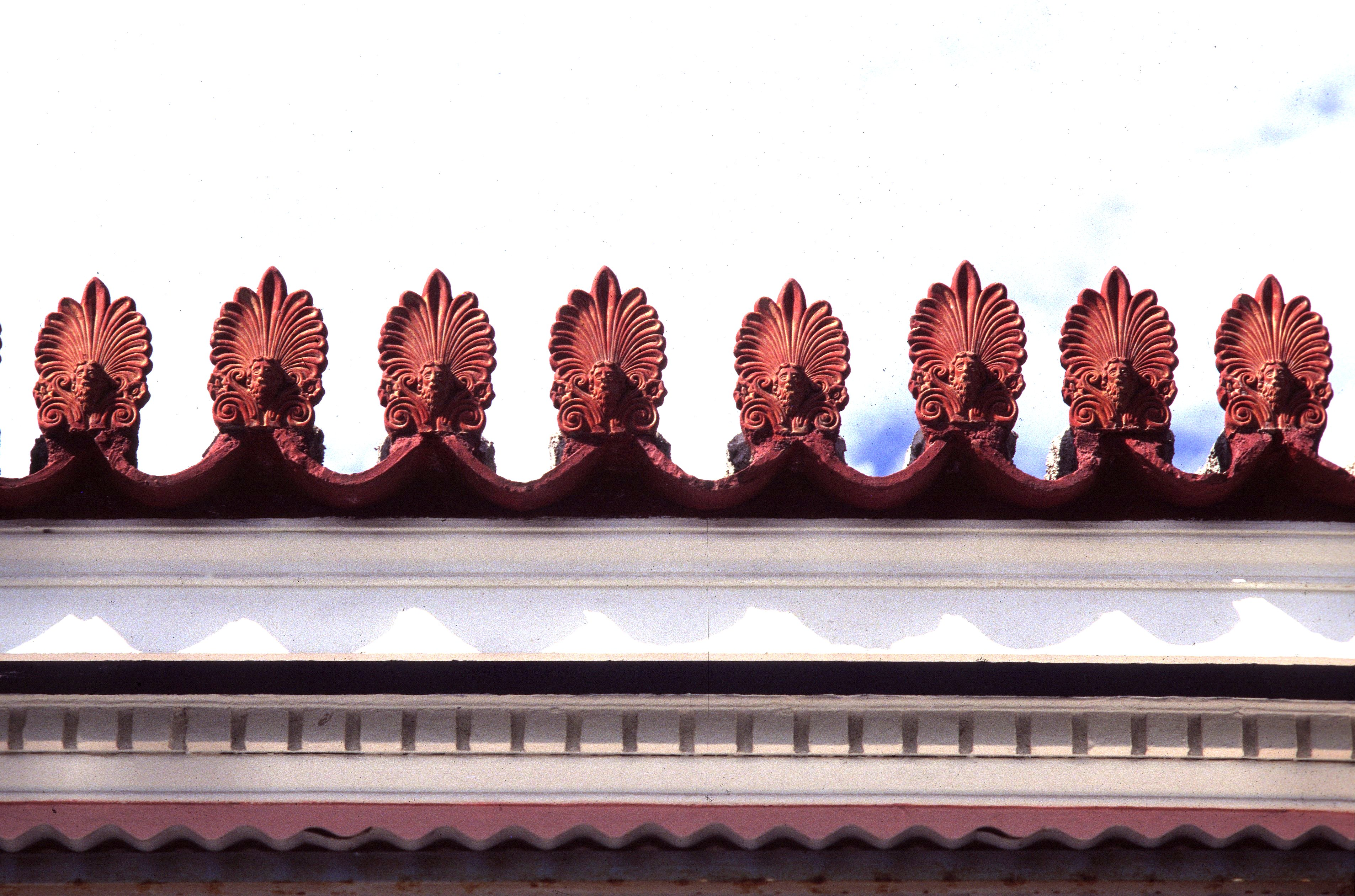
acròtera
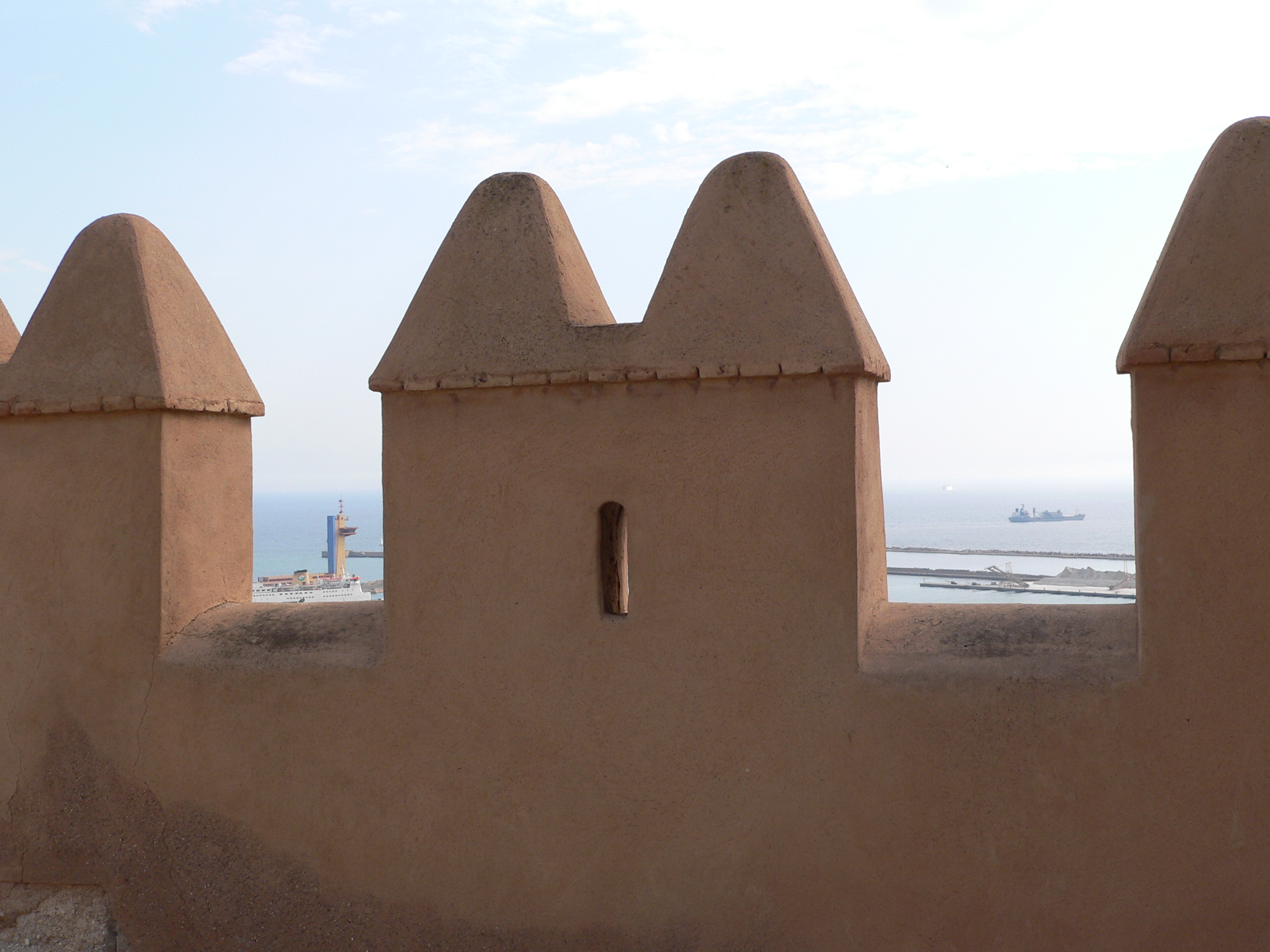
Merló
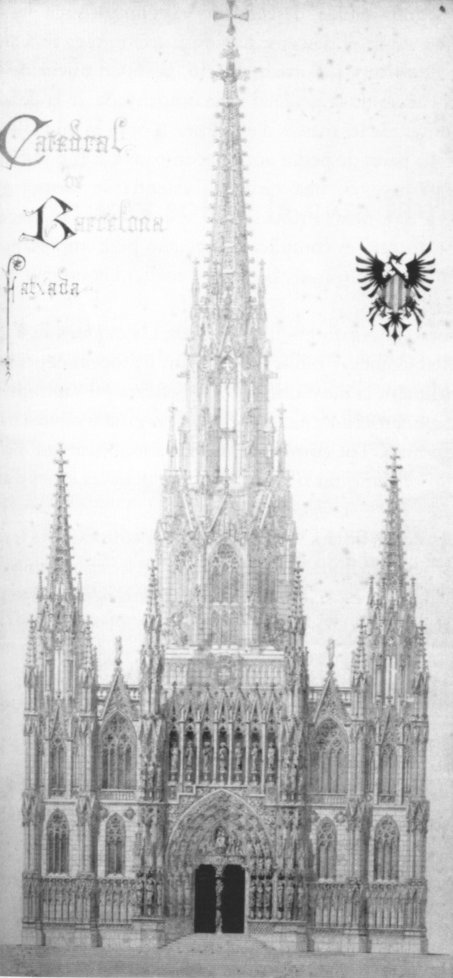
Cuculla
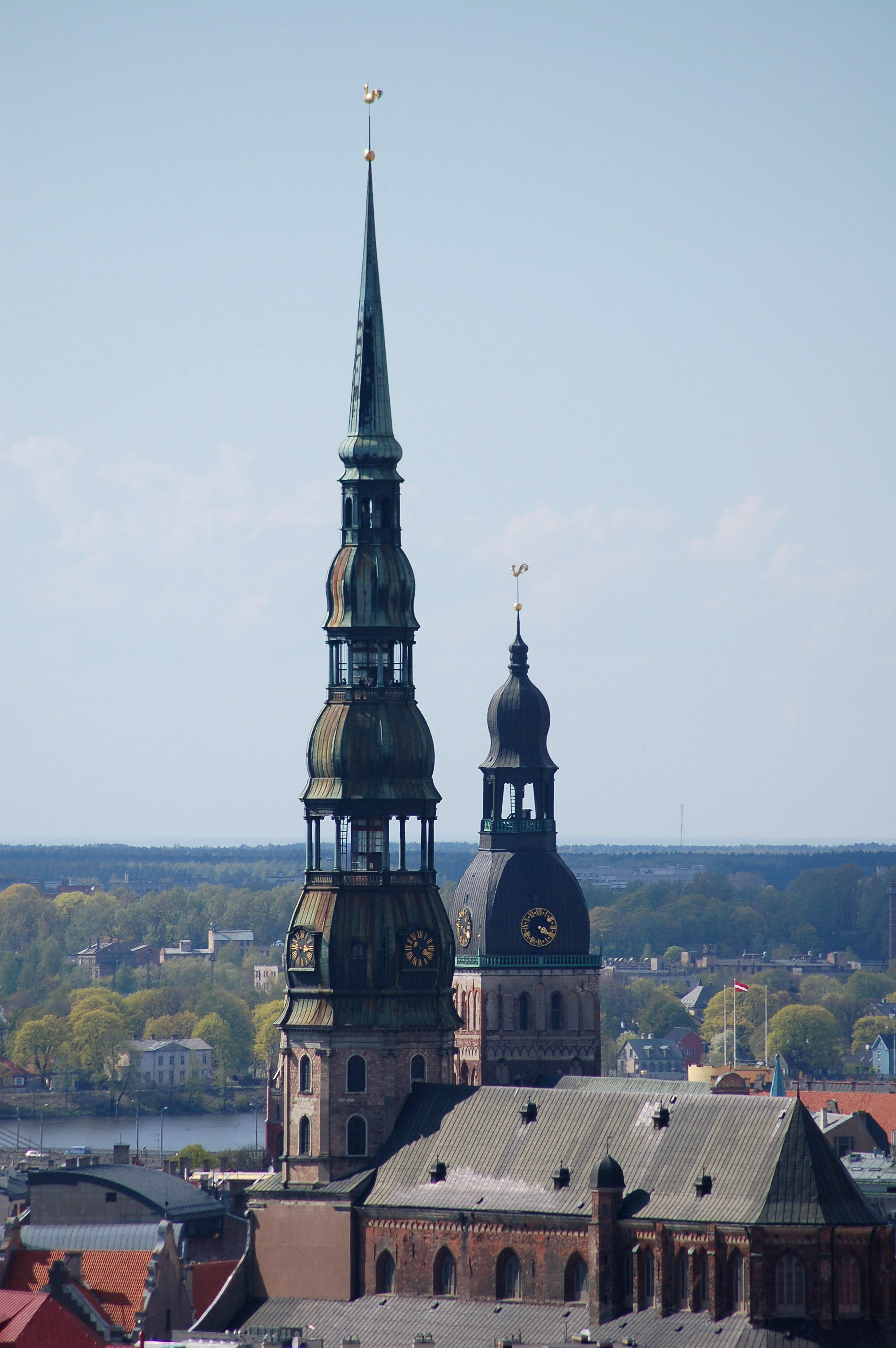
Cuculla en fletxa
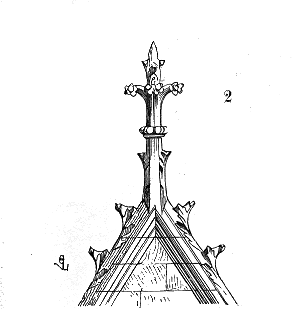
Pinacle